# Naré Maghann Konaté
Pour les articles homonymes, voir Konaté.
Né vers 1135, Naré Maghann Konaté (également appelé Naré Kon Fatta ou encore Naré Fah Maghann Konaté.) était un roi d’un petit royaume mandingue situé en Afrique de l'Ouest. Il est le père du légendaire fondateur de l’Empire du Mali, Soundiata Keïta. Naré Maghann Konaté meurt vert 1212.

## Biographie
En tant que roi, Naré Maghann Konaté avait initialement pour successeur son fils aîné Dankaran Touman qu’il eut avec sa première femme Sassouma Bérété. Mais un jour, alors qu’il était assis dans sa cour entouré de ses courtisans, un devint s'approcha de lui et lui prédit que son successeur n’était pas encore né. Ce futur successeur serait un grand roi qui fondera un grand empire. Pour que ce dernier naisse, la prophétie voulait que le roi suive la contrainte d’épouser une femme laide et bossue surnommée Sogolon Kedjou, et ce bien qu’il fût marié avec des enfants. Le jour où il rencontra cette femme en question, il l’épousa. Par ce mariage est né Soundiata, le futur héros de l’épopée mandingue. Soundiata étant né infirme, le roi pensait que son successeur n'était toujours pas né. Il fut alors d'autres enfants avec Sogolon Kedjou, mais n'eut que des filles. Lorsqu'il eut un autre fils ce fut avec une troisième épouse. Etant donné que la prophétie ait annoncé que son successeur serait le fils de Sogolon Kédjou, il compris que ce ne serait personne d'autre que Soundiata, son unique fils avec elle. Naré Maghann Konaté, voulait respecter la prophétie et donc que Soundiata le succède. Mais à sa mort vers 1212, cette volonté n’a pas été respectée car son fils aîné Dankaran Touman est entré de force au pouvoir avec la complicité de sa mère Sassouma Bérété.

## Apparitions dans la fiction
En tant que père de Sundjata Keïta, Naré Maghann Konaté apparaît dans les différentes versions de l'épopée de Soundiata. Dans l'épopée, sa première épouse est Sassouma Bereté (dont le prénom est Fatoumata dans certaines variantes). Elle lui donne un fils, Dankaran Toumani Keïta. Sur la foi de la prophétie faite par un maître chasseur, Naré Maghann Konaté prend pour deuxième épouse une femme laide et bossue mais dotée de grands pouvoirs magiques, Sogolon Kondé, qui lui donne pour fils Sundjata. Naré Maghann nomme Sundjata son héritier légitime et lui donne comme griot Balla Fasséké. Cependant, à la mort de Naré Maghann, Sassouma Bereté joue de son influence pour écarter Sundjata du trône au profit de Dankaran Toumani.